# Gašenje
Gašenje je poskus preprečevanje širjenja požarov in gašenje večjih nezaželenih požarov v stavbah, vozilih, gozdnih površinah. Gasilec zatira požare z namenom zaščite življenj, premoženja in okolja.
Gasilci so običajno visoko strokovno usposobljeni. Njihovo delo vključuje strukturno gašenje in gašenje divjih območij. Specialno usposabljanje vključuje gašenje na ladji, zračno gašenje, pomorsko gasilstvo in gasilstvo v bližini. 
Ena večjih nevarnosti, povezanih z gasilnimi operacijami, je strupeni zrak, ki ga ustvarjajo gorljivi materiali. Štiri glavna tveganja pri gašenju so dim, pomanjkanje kisika, povišana temperatura in strupena atmosfera. Dodatne nevarnosti vključujejo še padce in strukturne zlome, ki lahko poslabšajo težave pri gašenju. Zaradi raznoraznih tveganj so gasilci pri gašenju požarov opremljeni s samostojno dihalno opremo. 
Prvi korak v gasilski operaciji je iskanje izvora požara in prepoznavanje posebnih tveganj. Požar se lahko pogasi z dovajanjem vode, goriva, oksidantov ali z kemično inhibicijo plamena.